# Учитељско насеље
Учитељско насеље је део Београда. Простире се на територији Градске општина Звездара и у саставу је насеља Коњарник, односно у централном делу Коњарника II. Центар насеља је у Учитељској улици код окретнице тролејбуса 21. Према попису из 2002. насеље има 9.516 становника, а по попису из 2011. има 10.316 становника.

## Географија
Учитељско насеље се налази на око 4-5 км од центра града. Граничи се са насељима Пашино брдо, Шумице и Денковом баштом.

## Историја насеља
Насеље датира још из антике, простирало се око шареног извора, данашње Пашине чесме, код које су устаници убили Сулејман - пашу 1807. године. У овом насељу је такође за време Првог српског устанка живео Петар Чардаклија, који је био дипломата за време устанка, сахрану му је организовао лично Доситеј Обрадовић. У овом насељу се налазио први будистички храм у Европи, изузев царске Русије, који су подигли Калмици, који су се ту населили након руске револуције.

## О насељу
Насеље је породичног типа. У насељу преовлађују породичне куће, и ниже стамбене зграде. Главне улице у насељу су Мис Ирбијева и Учитељска. Последњих година насеље је под изградњом стамбених зграда.

## Институције и објекти
Највише комерцијалних и услужних објеката се налази у улици Учитељска. У центру насеља налази се ОШ „Ћирило и Методије”. У непосредној близини школе, у малом тржном центру у Учитељској улици, налазе се и Пошта и библиотека „Блажо Шћепановић”, огранак Библиотеке града Београда. Недалеко од центра насеља налази се тржни центар „Авив Парк Звездара”, као и новоизграђени „Бео шопинг центар”.

## Транспорт
Кроз центар насеља пролази тролејбус бр. 21 ( Трг Славија — Учитељско насеље), и аутобус 20 (Миријево 3 - Велики Мокри Луг). Окретница тролејбуса бр. 21 налази се у улици Учитељска. Недалеко од центра насеља пролазе тролејбуси 29 и 19 и аутобуси 31, 17, 50.